# بث (مین)
بت(به انگلیسی: Bath) شهری در ایالت مین کشور ایالات متحده آمریکا است که جمعیت آن در سرشماری سال ۲۰۱۰ میلادی، ۸٬۵۱۴ نفر بوده‌است.

## نگارخانه

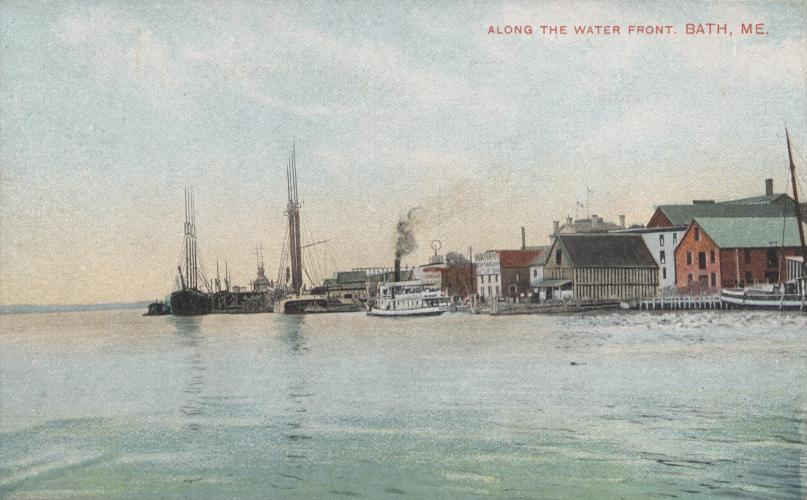
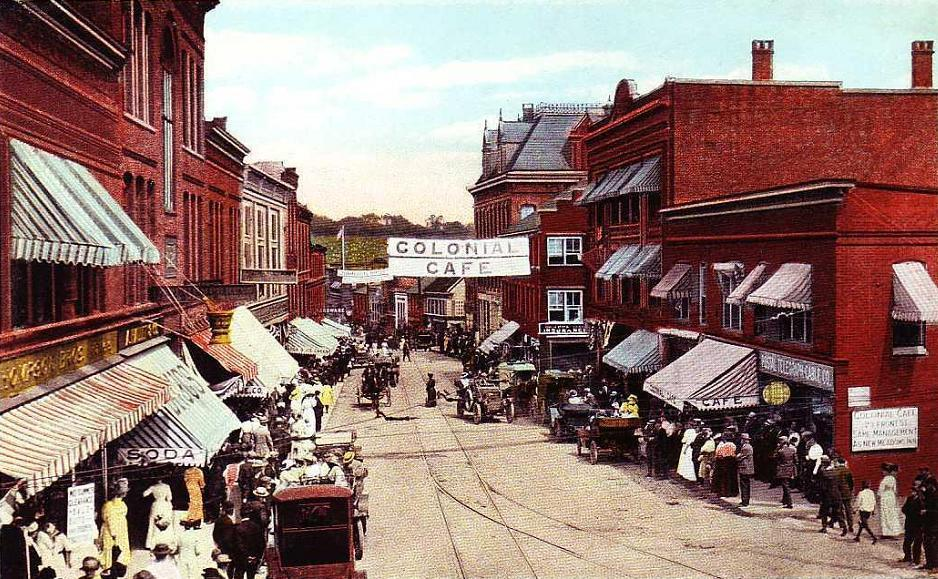
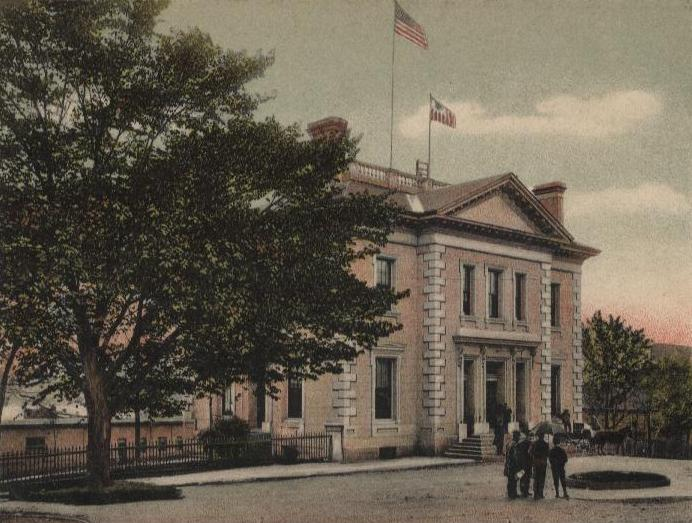